# Amolops jaunsari
Amolops jaunsari és una espècie d'amfibi anur del gènere Amolops de la família Ranidae originària d'Àsia.